# Космос-670
Космос 670 был беспилотным испытанием корабля «Союз 7К-С» . Он использовал новый и уникальный наклон 50,6 градусов. Опыт этих полетов был использован при разработке программы-преемника космического корабля Союз 7К-СТ.

## Параметры миссии
- Космический корабль : 7K-S
- Масса: 6700 кг
- Экипаж: нет
- Запущено: 6 августа 1974 г.
- Приземлился: 8 августа 1974 года в 23:59 UTC.
- Перигея: 221 км
- Апогей: 294 км
- Наклон: 50,6 град
- Продолжительность: 2,99 дня